# سینیما
سینیما (به لاتین: Sinima) یک منطقهٔ مسکونی در استونی است که در دهستان اماسته واقع شده‌است.